# Dokeská pahorkatina
Dokeská pahorkatina je geomorfologickým podcelkem jižní a jihozápadní části Ralské pahorkatiny. Území o rozloze 753 km² je převážně součástí okresu Česká Lípa v Libereckém kraji, v menší míře i sousedních okresů Mělník, Litoměřice a Mladá Boleslav. Nejvyšším vrcholem je Vlhošť (614 m), nejnižší je na východě tok Labe (145 m).

## Geomorfologické členění
Českolipsko je zahrnováno do tří subprovincií České vysočiny: Česká tabule, Krkonošsko-jesenická subprovincie a Krušnohorská subprovincie.
Součástí České tabule je Ralská pahorkatina (dle členění zavedeného Jaromírem Demkem VIA–1), která má dva podcelky: Dokeská pahorkatina (VIA–1A) a Zákupská pahorkatina (VIA–1B).
Tyto podcelky se dělí do menších okrsků. Dokeská pahorkatina jich má pět:
- Polomené hory (VIA–1A–1) – největší okrsek, má několik horopisných částí, které jsou vesměs součástí CHKO Kokořínsko[2]; nejvyšším vrcholem okrsku i celé Dokeské pahorkatiny je vrch Vlhošť.
- Úštěcká pahorkatina (VIA–1A–2) – tvoří západní hranici celku, je to mírně členitá pahorkatina, jejímž nejvyšším bodem je vrch Hořidla (371 m) se stejnojmennou rozhlednou na vrcholu.
- Jestřebská kotlina (VIA–1A–3) – protáhlá sníženina v povodí Robečského potoka, kde se nachází množství rybníků, často na chráněných územích (Holanské rybníky, Novozámecký rybník, Břehyňský rybník); nejvyšším bodem je vrch Borný (446 m).
- Provodínská pahorkatina (VIA–1A–4) – její centrální část tvoří skupina Provodínských kamenů, jižní část členitá plošina Hradčanské pahorkatiny, v níž leží nejvyšší bod – Dub v oboře Velký Dub.
- Bezdězská vrchovina (VIA–1A–5) – dominantní jsou zde oba vrcholy Bezdězu (Malý Bezděz a Bezděz), dále je zde dvojice Velká a Malá Buková.[3]

Kompletní geomorfologické členění celé Ralské pahorkatiny uvádí následující tabulka:
| Geomorfologické členění Ralské pahorkatiny                             | Geomorfologické členění Ralské pahorkatiny | Geomorfologické členění Ralské pahorkatiny |
| ---------------------------------------------------------------------- | ------------------------------------------ | ------------------------------------------ |
| ČESKÁ VYSOČINA • Česká tabule • Severočeská tabule                     |                                            |                                            |
| DOKESKÁ PAHORKATINA                                                    | Polomené hory                              | Vlhošť (614 m)                             |
| DOKESKÁ PAHORKATINA                                                    | Úštěcká pahorkatina                        | Hořidla (371 m)                            |
| DOKESKÁ PAHORKATINA                                                    | Jestřebská kotlina                         | Borný (446 m)                              |
| DOKESKÁ PAHORKATINA                                                    | Provodínská pahorkatina                    | Dub (458 m)                                |
| DOKESKÁ PAHORKATINA                                                    | Bezdězská vrchovina                        | Bezděz (606 m)                             |
| ZÁKUPSKÁ PAHORKATINA                                                   | Cvikovská pahorkatina                      | Ralsko (698 m)                             |
| ZÁKUPSKÁ PAHORKATINA                                                   | Českolipská kotlina                        | Špičák (446 m)                             |
| ZÁKUPSKÁ PAHORKATINA                                                   | Podještědská pahorkatina                   | Stříbrník (510 m)                          |
| ZÁKUPSKÁ PAHORKATINA                                                   | Kotelská vrchovina                         | Mazova horka (569 m)                       |
| PROVINCIE • Subprovincie • Oblast / Celek / PODCELEK • Okrsek • Vrchol |                                            |                                            |

## Ochrana přírody
Na území Dokeské pahorkatiny působí CHKO Kokořínsko a CHKO České středohoří. Je zde řada chráněných lokalit, NPP Peklo, PP Kaňon potoka Kolné, NPR Novozámecký rybník, NPP Swamp, NPR Břehyně - Pecopala, PR Velký a Malý Bezděz, PR Kokořínský důl, PP Špičák u Střezivojic, PP Husa.

## Nejvyšší kopce Dokeské pahorkatiny
Uvedena je drtivá většina kopců nad 450 metrů.
- Vlhošť (614 m), Polomené hory
- Bezděz (606 m), Bezdězská pahorkatina
- Malý Bezděz (577 m), Bezdězská pahorkatina
- Ronov (552 m), Polomené hory
- Vrátenská hora (507 m), Polomené hory
- Maršovický vrch (499 m), Polomené hory
- Špičák (483 m), Polomené hory
- Druclík (481 m), Polomené hory
- Berkovský vrch (481 m), Polomené hory
- Velký beškovský vrch (475 m), Polomené hory
- Velká Buková (474 m), Bezdězská vrchovina
- Šedina (473 m), Polomené hory
- Korecký vrch (465 m), Polomené hory
- Nedvězí (458 m), Polomené hory
- Dub (458 m), Provodínská pahorkatina
- Pecopala (453 m), Provodínská pahorkatina

Podrobný seznam hor a kopců podle nadmořské výšky a prominence obsahuje Seznam vrcholů v Ralské pahorkatině.

## Fotogalerie hor a kopců

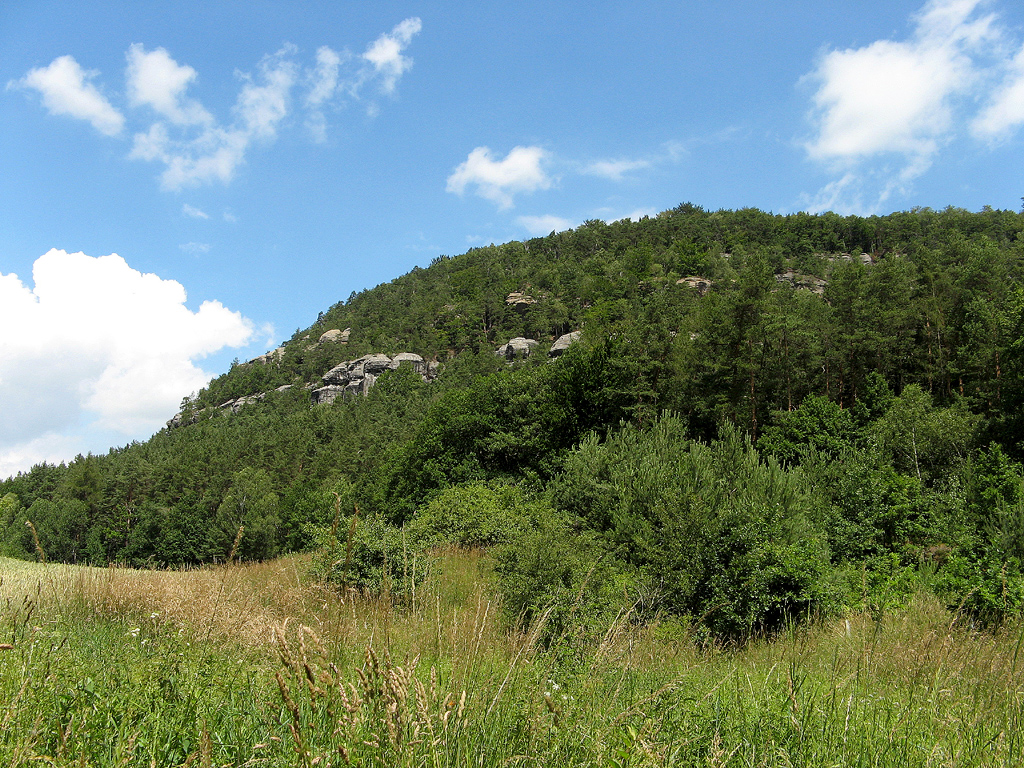
Svahy Vlhoště
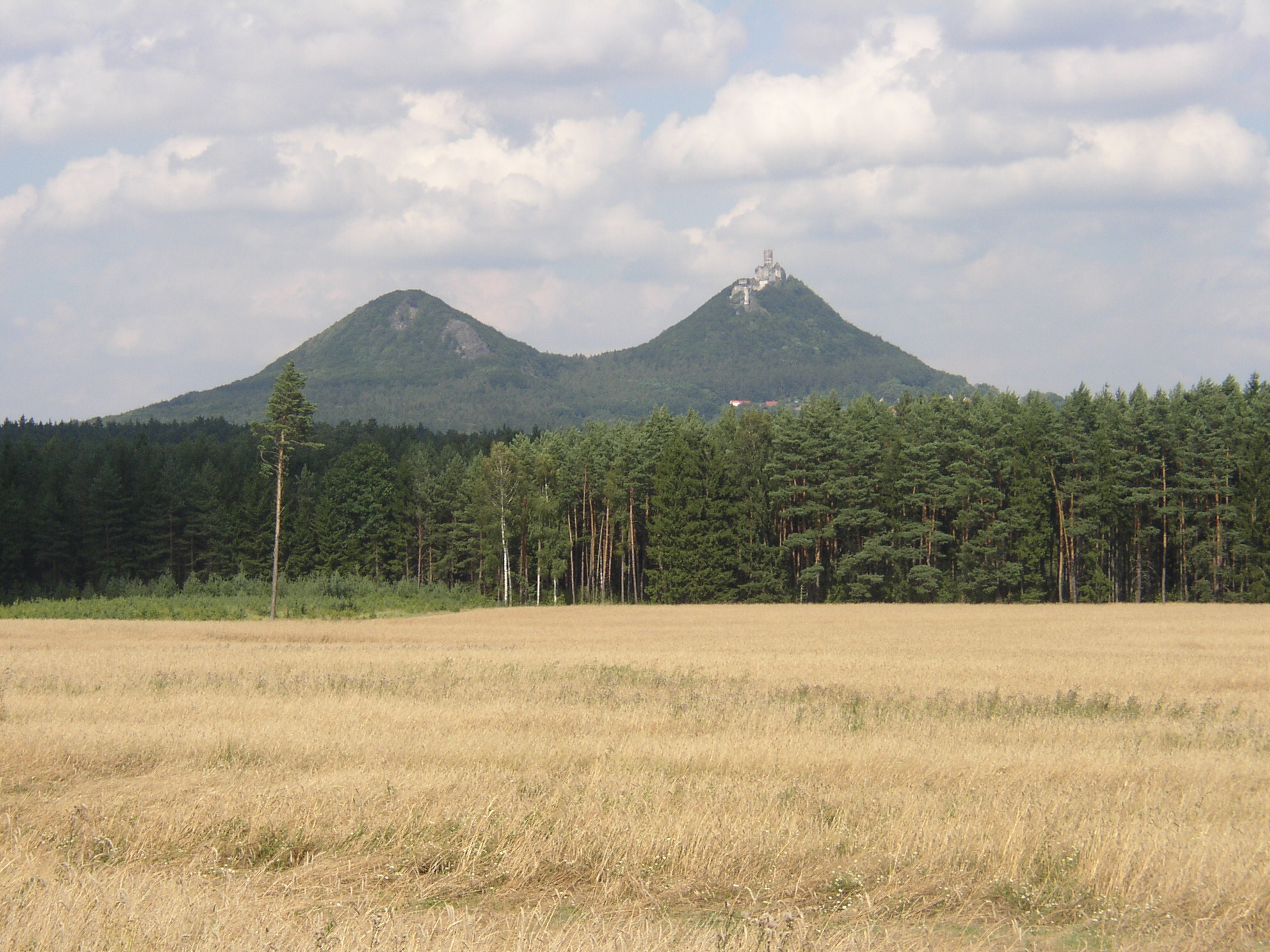
Malý Bezděz a Bezděz
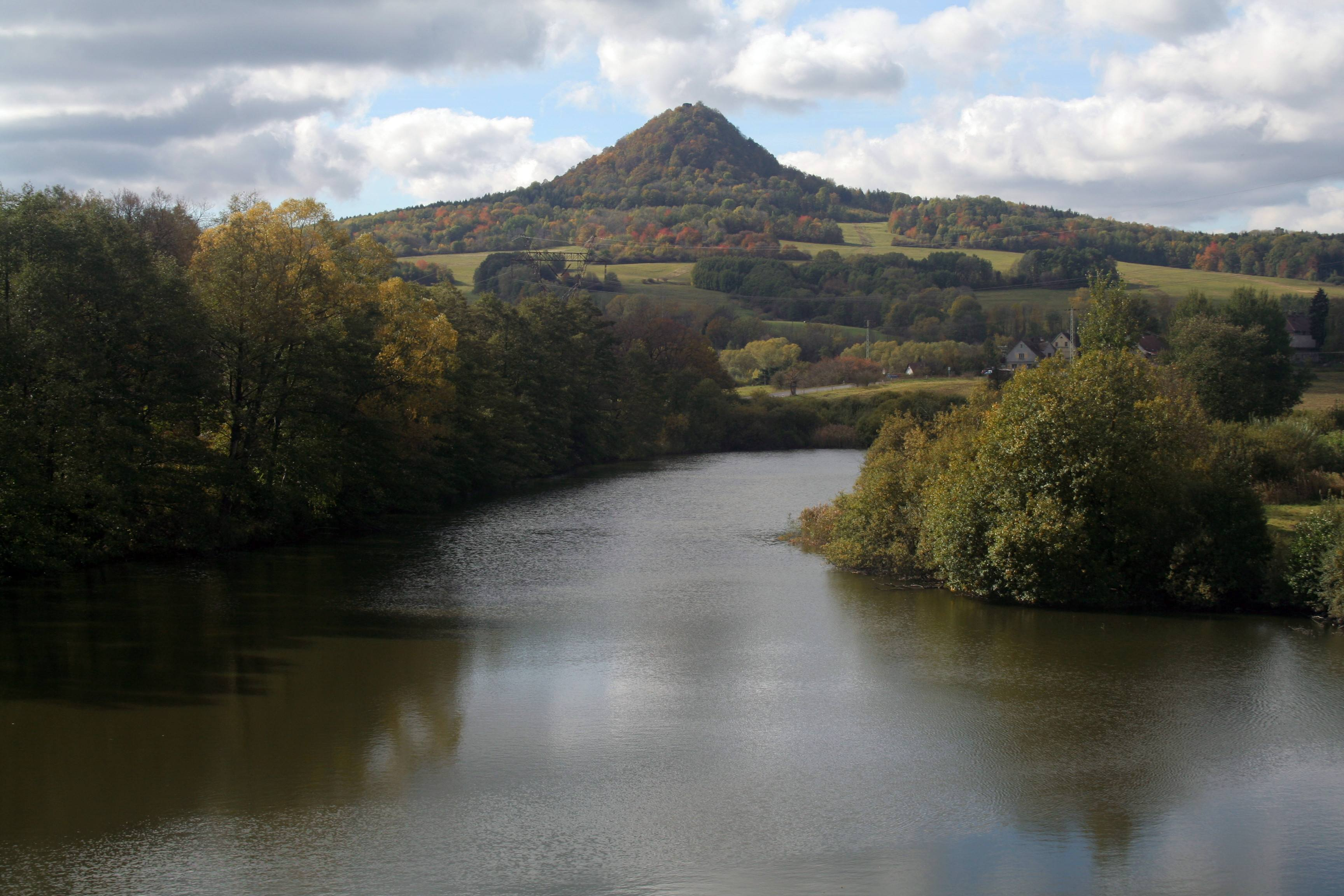
Vrch Ronov s hradem
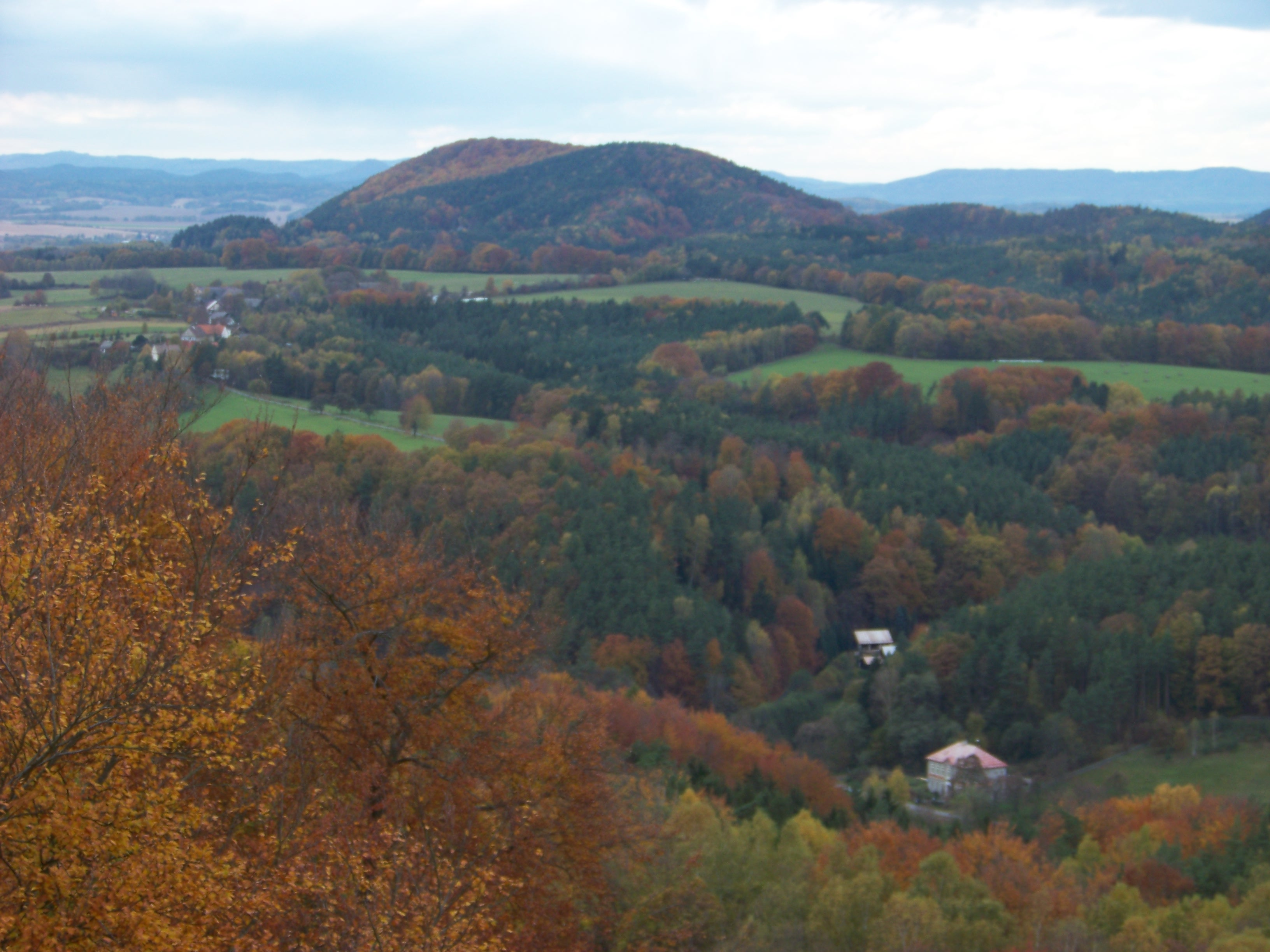
Velký beškovský vrch
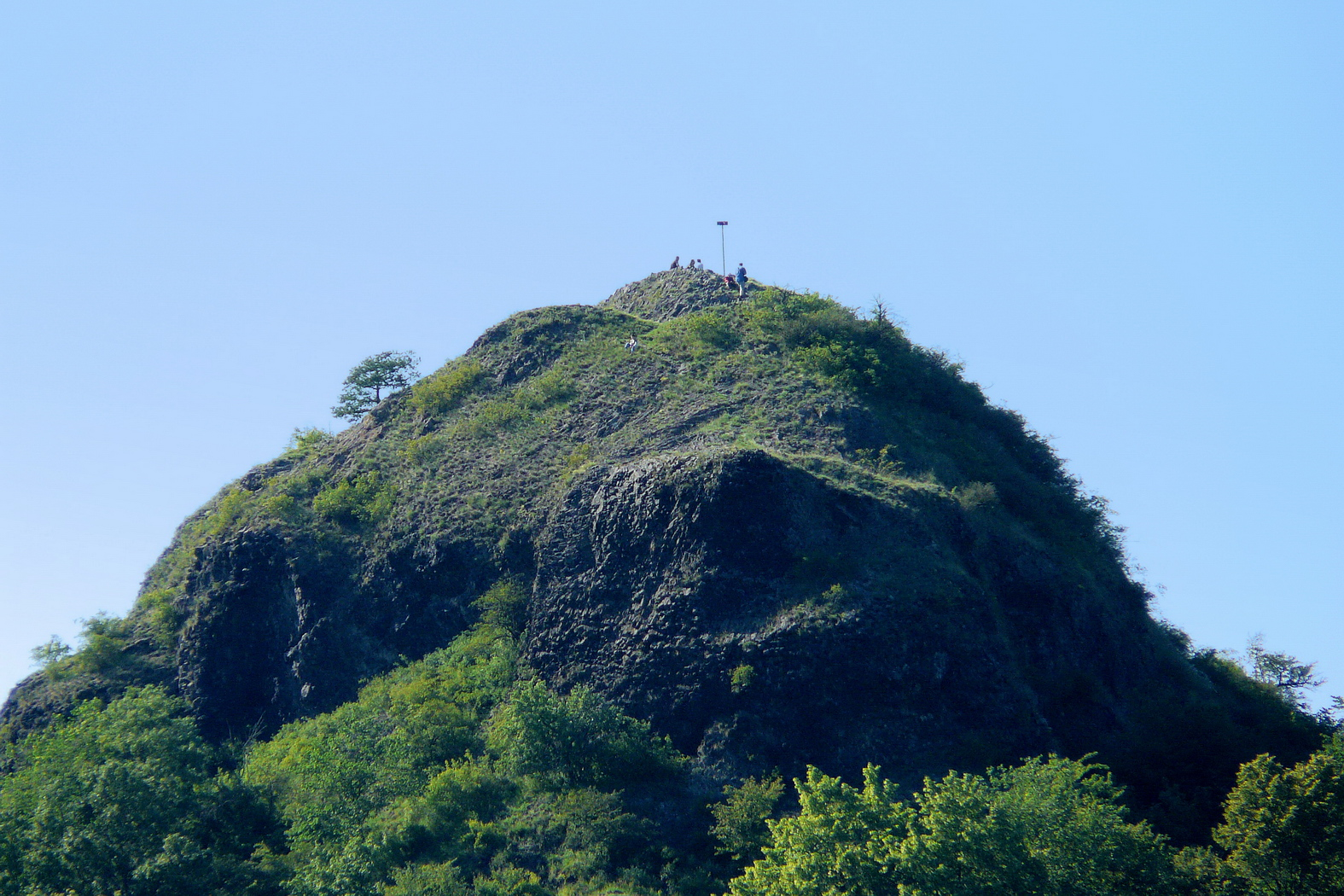
Spící panna (Provodínské kameny)
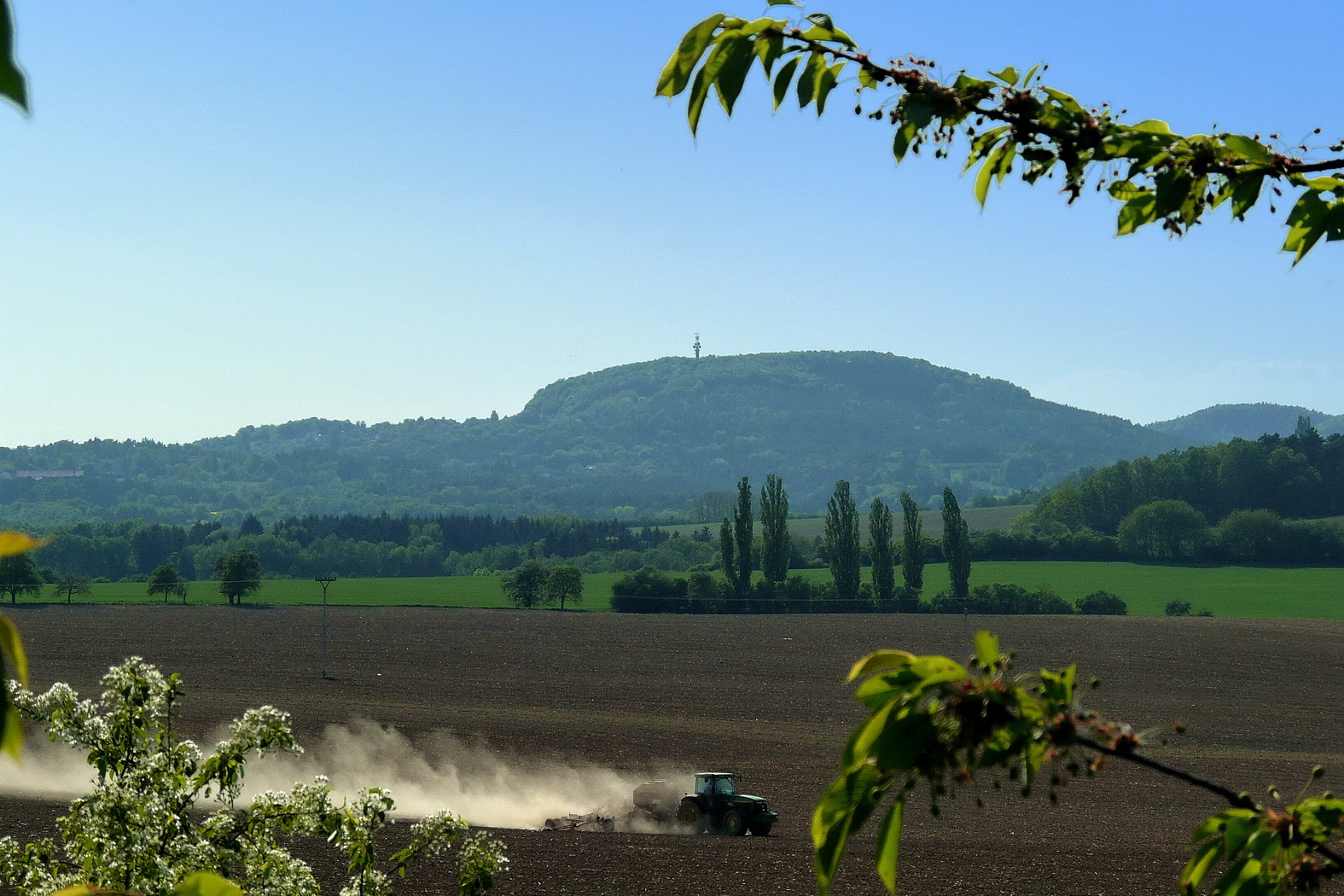
Vrátenská hora
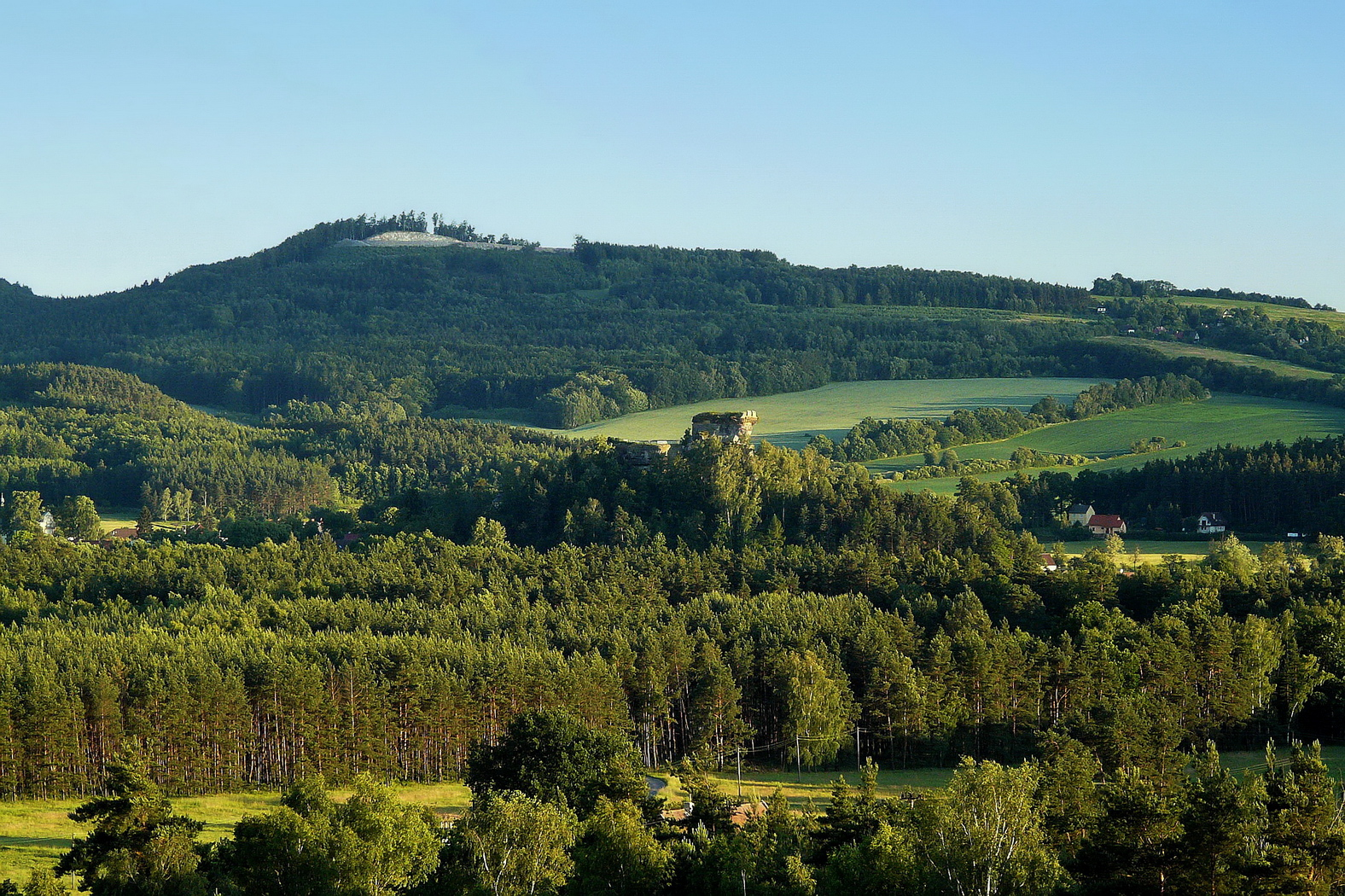
Maršovický vrch
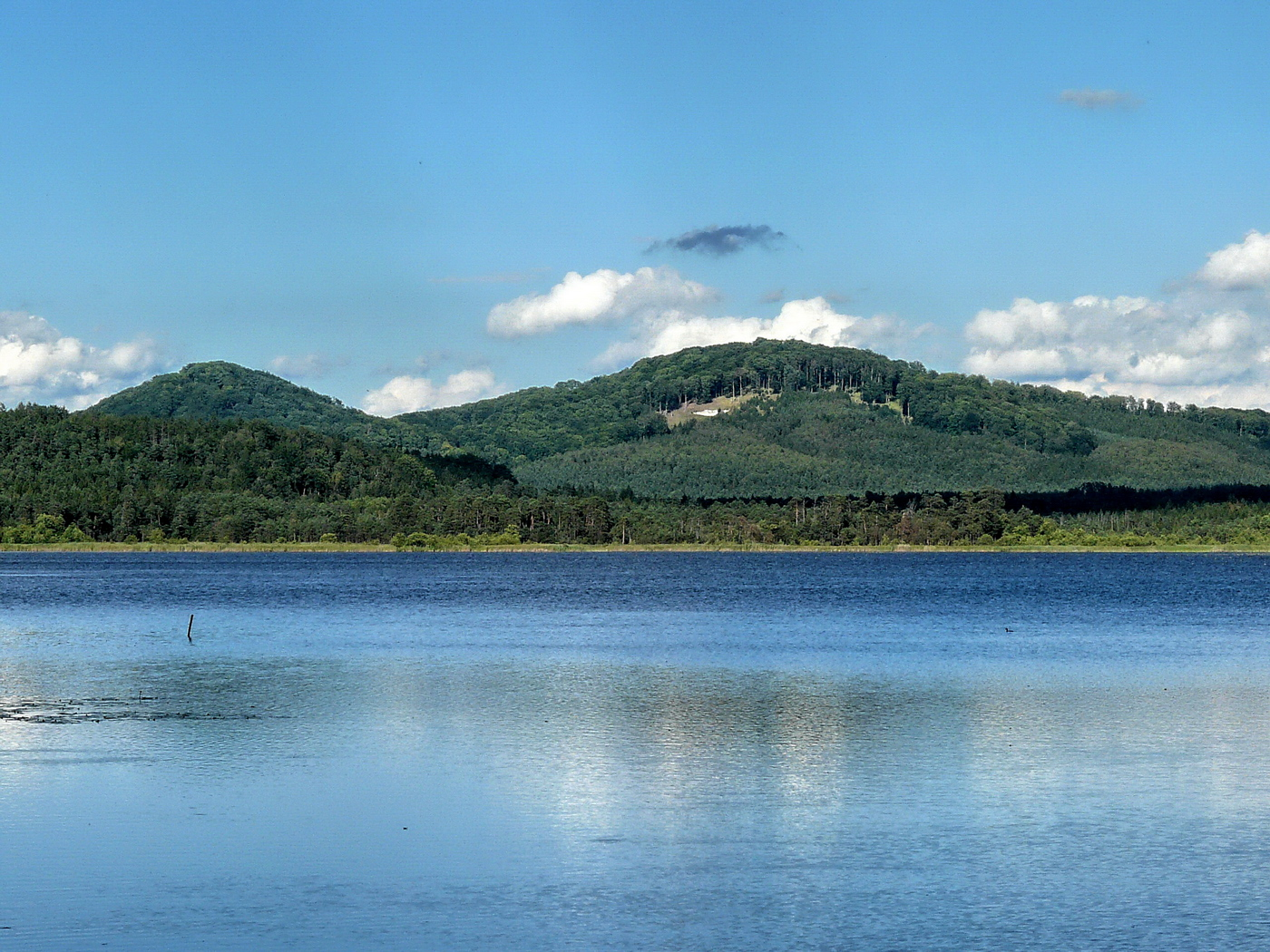
Malá a Velká Buková nad Břehyňským rybníkem